# موتور جت

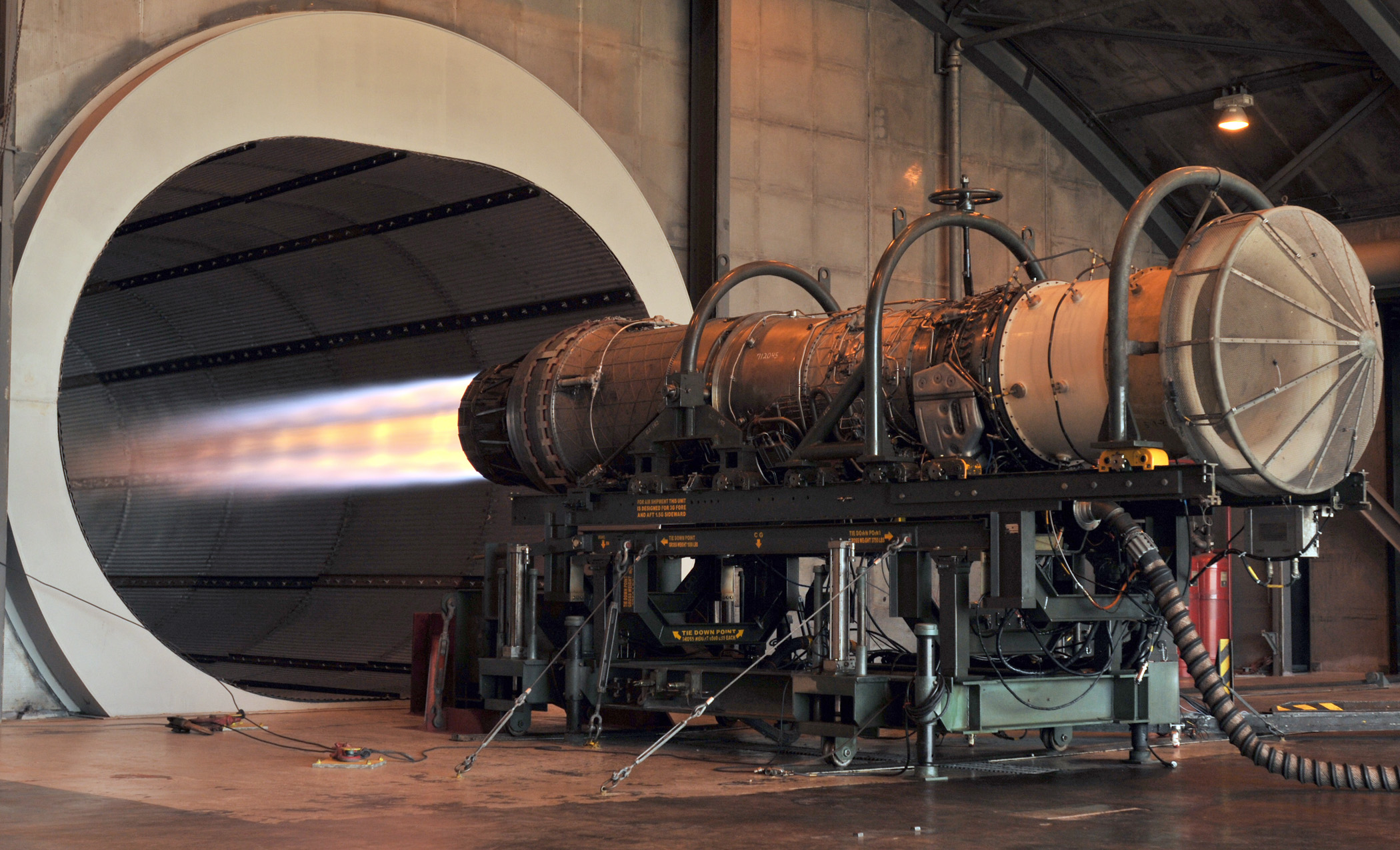
آزمایش موتور توربوفن پرت اند ویتنی اف۱۰۰ که برای جنگنده اف-۱۵ ساخته شده‌است. تونل پشت موتور نقش کاهنده صدای موتور را داشته و به گازهای خروجی اجازه خروج و تخلیه می‌دهد.

موتور جت (به انگلیسی: Jet engine)، گونه‌ای موتور است که از شتاب دادن و تخلیه شاره برای ایجاد پیش‌رانش برپایه قانون سوم نیوتن استفاده می‌کند.
با این تعریف گسترده موتورهایی مانند توربوجت و توربوفن و رم‌جت و موتور موشک، گونه‌ای موتور جت به‌شمار می‌روند؛ ولی معمولاً منظور از موتور جت توربینی است که با بیرون‌دادن گاز داغ برای پیشرانش به‌کار می‌رود.
اصول پایهٔ کارکرد این نوع موتورها تقریباً ساده است، هوا از طریق یک مجرای ورودی به بخش کمپرسور وارد شده و متراکم می‌شود، سپس هوای متراکم وارد محفظهٔ احتراق شده و با اضافه شدن سوخت مشتعل می‌شود. گرمای ناشی از احتراق مخلوط هوا و سوخت باعث منبسط شدن و جریان یافتن آن به سمت انتهای موتور می‌گردد، این جریان منبسط شونده از میان یک سری پره‌های توربین عبور می‌کند که از طریق یک شفت به کمپرسور متصل شده‌اند. هوای منبسط شده توربین را به گردش درمی‌آورد که در نتیجه باعث به حرکت درآمدن کمپرسور نیز می‌شوند.
زمانی که هوای منبسط شونده بخش توربین را نیز پشت سر گذاشت با سرعتی بسیار بیشتر از زمانی که وارد موتور شده از آن خارج می‌شود که این تفاوت سرعت بین هوای ورودی و خروجی رانش مورد نیاز را ایجاد می‌کند. در واقع موتورهای توربو جت شتاب بسیار زیادی به حجم کمی از هوا می‌دهند.
موتورهایی که از اصول کار موتورجت بهره می‌برند ولی پیشرانش در آن‌ها با ملخ انجام می‌گیرد توربوپراپ نام دارند و نوعی موتور جت به‌شمار نمی‌روند.
از تولیدکنندگان بزرگ موتور جت در جهان می‌توان به جنرال الکتریک و پرت اند ویتنی ایالات متحده، رولز-رویس هلدینگز بریتانیا و سافران فرانسه اشاره کرد.

## انواع موتورجت
موتورهای جت دارای چند دسته اساسی می‌باشند:
1. توربوفن Turbo Fan
2. توربوجت Turbo Jet
3. توربوپراپ Turbo Prop
4. پالس جت  Pulse Jet
5. رم جت Ram Jet
6. توربو رم جت Turbo Ram Jet
7. اسکرم جت Scram Jet
8. توربو شفت  Turbo Shaft

### موتورهای توربوجت Turbo Jet
موتورهای توربو جت، بیشتر بر نیروی تولیدی از گازهای خروجی اتکا دارند. در موتورهای توربوجت، ابتدا، هوا وارد کمپرسور شده و متراکم می‌گردد. اما چون این هوا با سرعت نسبتاً زیادی وارد موتور گردیده برای احتراق مناسب نمی‌باشد و بیشتر سوخت مصرف شده، بدون اشتعال هدر می‌رود. به همین دلیل هوا به قسمت دیفیوزر یا همان کاهنده سرعت فرستاده می‌شود تا از سرعت آن کاسته شود. در دیفیوزر، ابتدا از سرعت هوا کاسته و بر دما و فشار آن افزوده می‌شود. سپس این هوای آماده برای احتراق، به اتاقک احتراق فرستاده می‌شود. در اتاقک احتراق یاCombustion Chamber، هوا ابتدا وارد لوله احتراق گشته، با سوخت مخلوط شده سپس محترق می‌گردد. قسمتی از نیروی حاصله از این احتراق صرف گرداندن توربین شده و مابقی برای تولید نیروی رانش به کار می‌رود. گاهی در هواپیماهای توربوجت، بعد از شیپوره خروجی یا نازل، قسمتی به نام پس سوز یا After Burner قرار می‌دهند که بر نیروی تراست می‌افزاید. 

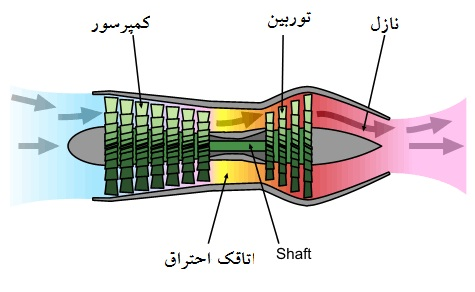
توربوجت

توربوجت از انواع موتورهای پیشران در صنعت هوایی است که از پنج قسمت اصلی تشکیل شده‌است:
1. ورودی یا مدخل
2. کمپرسور یا متراکم‌کننده
3. محفظه احتراق
4. توربین
5. نازل یا خروجی

اولین هواپیما مجهز به موتور جت و توربوجت اچ. ایی-۱۷۸ ساخت آلمانی‌ها بود، با بکارگیری هواپیما بوئینگ ۷۰۷ و دی.سی. هشت ساخت مگ دانل داگلاس، خطوط مسافربری با هواپیما جت نیز آغاز بکار کردند.

#### ورودی یا مدخل
این قسمت اولین بخش است که هوای ورودی به موتور از آن می‌گذرد. این بخش یک مجرای همگرا یا واگرا است و وظیفه آن کاهش سرعت و یکنواخت کردن جریان هوای ورودی به موتور است. اگر سرعت هوای ورودی به کمپرسور زیاد باشد، سرعت هوا در نوک پره‌های آن به سرعت صوت می‌رسد و برای گردش کمپرسور نیروی زیادی صرف خواهد شد. اگر سرعت هوای ورودی زیر صوت بود، این مدخل واگرا خواهد بود. اگر سرعت بالای سرعت صوت بود (ما فوق صوت) باشد، این مجرا همگرا خواهد بود. زیرا رفتار جریان ما فوق صوت و زیر صوت بر عکس هم است.
در یک جریان مافوق صوت هوا در عبور از یک مجرای همگرا سرعتش کم می‌شود و در سرعت‌های زیر صوت بر عکس؛ بنابراین مدخل هواپیماهای زیر صوت واگرا است تا سرعت را کاهش دهد و کمکی نیز برای کمپرسور باشد.

#### کمپرسور یا متراکم‌کننده
هوا بعد از مدخل وارد کمپرسور می‌شود. وظیفه کمپرسور فشرده کردن هوا است. کمپرسورها به دو گروه اصلی تقسیم می‌شوند، کمپرسورهای گریز از مرکز و کمپرسورهای جریان محور

#### محفظه احتراق
هوای فشرده به سمت محفظه احتراق رانده شده و بعد از تزریق سوخت توسط سوخت پاش‌ها (انژکتورها)، به دمای بین ۸۰۰ تا ۱۲۰۰ سانتیگراد می‌رسد. این بخش را با آلیاژی مقاوم در برابر دمای (دمای حاصل از احتراق) و فشار بالا می‌پوشانند.

#### توربین
قدرت و توان مورد نیاز برای گردش کمپرسور توسط توربین تأمین می‌شود. شکل توربین شبیه به کمپرسور است اما با این تفاوت که به کمپرسور کار داده می‌شود تا هوا را فشرده کند ولی در توربین از جریان گازهای گرم عبوری کار گرفته می‌شود. به مجموعه کمپرسور، توربین و محور رابط (محور انتقال دهنده نیرو جهت گردش، از توربین به کمپرسور) اسپول می‌گویند. هر موتور توربوجت دارای یک اسپول می‌باشد اما بعضی از موتورها، دارای دو یا چند اسپول می‌باشند.

#### نازل یا خروجی
محل خروج گازهای عبوری از توربین است. در نهایت این نازل است که نیروی پیشرانه موتور توربوجت را تولید می‌کند.

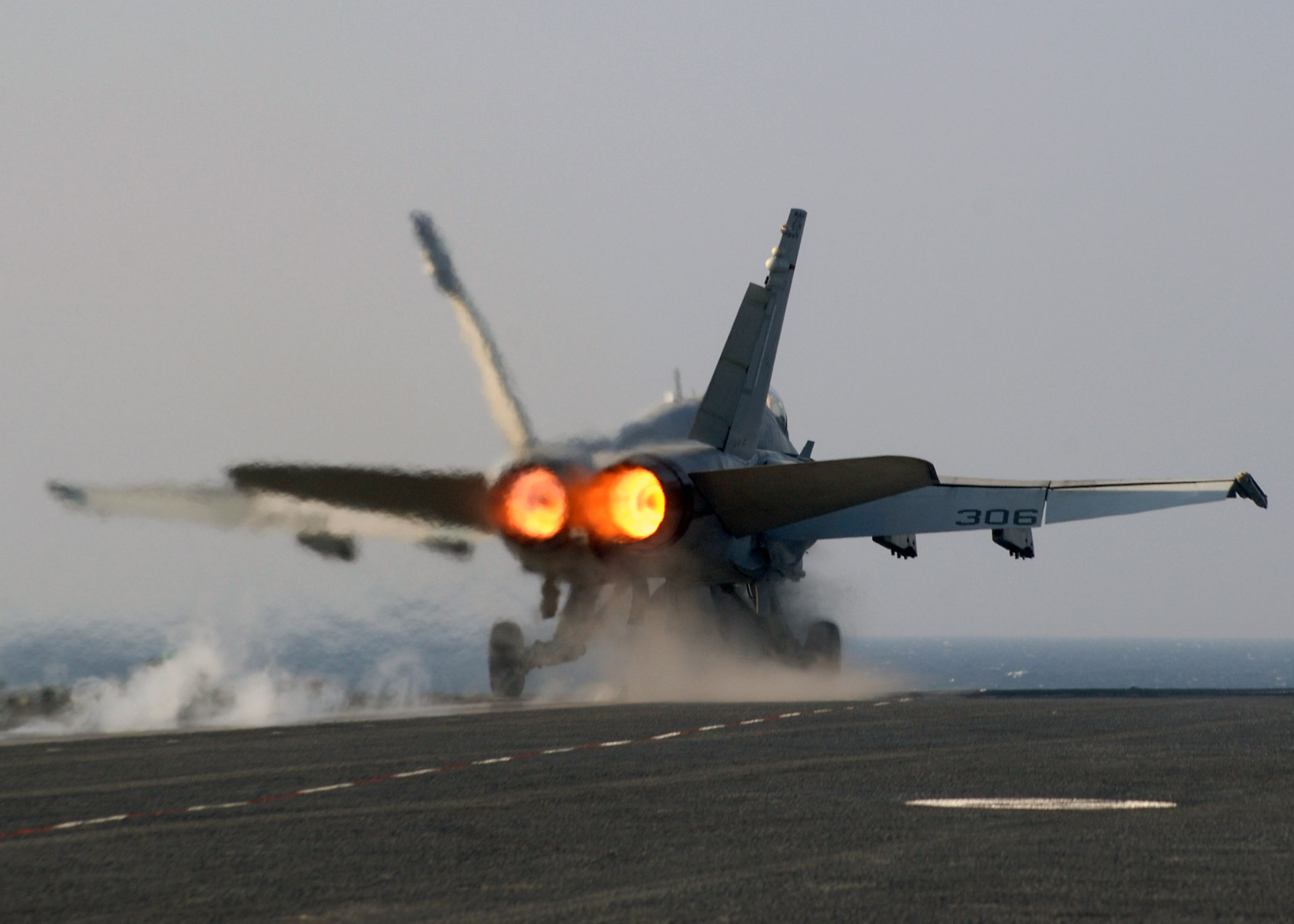
یک هواپیمای F/A-۱۸ بر روی ناو هواپیمابر در حال استفاده از سیستم پس‌سوز

#### پس سوز After Burner
هنگامی که گازهای خروجی از موتور خارج می‌شوند، دارای حرارت بسیار بالایی می‌باشند که از طریق نازل‌های سوخت پاش به آن سوخت تزریق می‌شود که در قسمت پس سوز، با مشتعل ساختن دوباره گازهای خروجی به‌طور قابل توجهی بر نیروی تراست می‌افزایند. البته استفاده از پس سوز فقط در شرایط اضطراری و شرایط جنگی مجاز است در غیر این صورت به علت مصرف بسیار بالای سوخت از آن استفاده نمی‌گردد. تنها هواپیمای مسافربری با سیستم پس سوز، هواپیمای کنکورد Concord ساخت مشترک آلمان، انگلیس و فرانسه بود که به علت ایجاد آلودگی صوتی زیاد و مصرف سوخت بالا، از کار برکنار شد.

### موتورهای توربوپراپ Turbo Prop

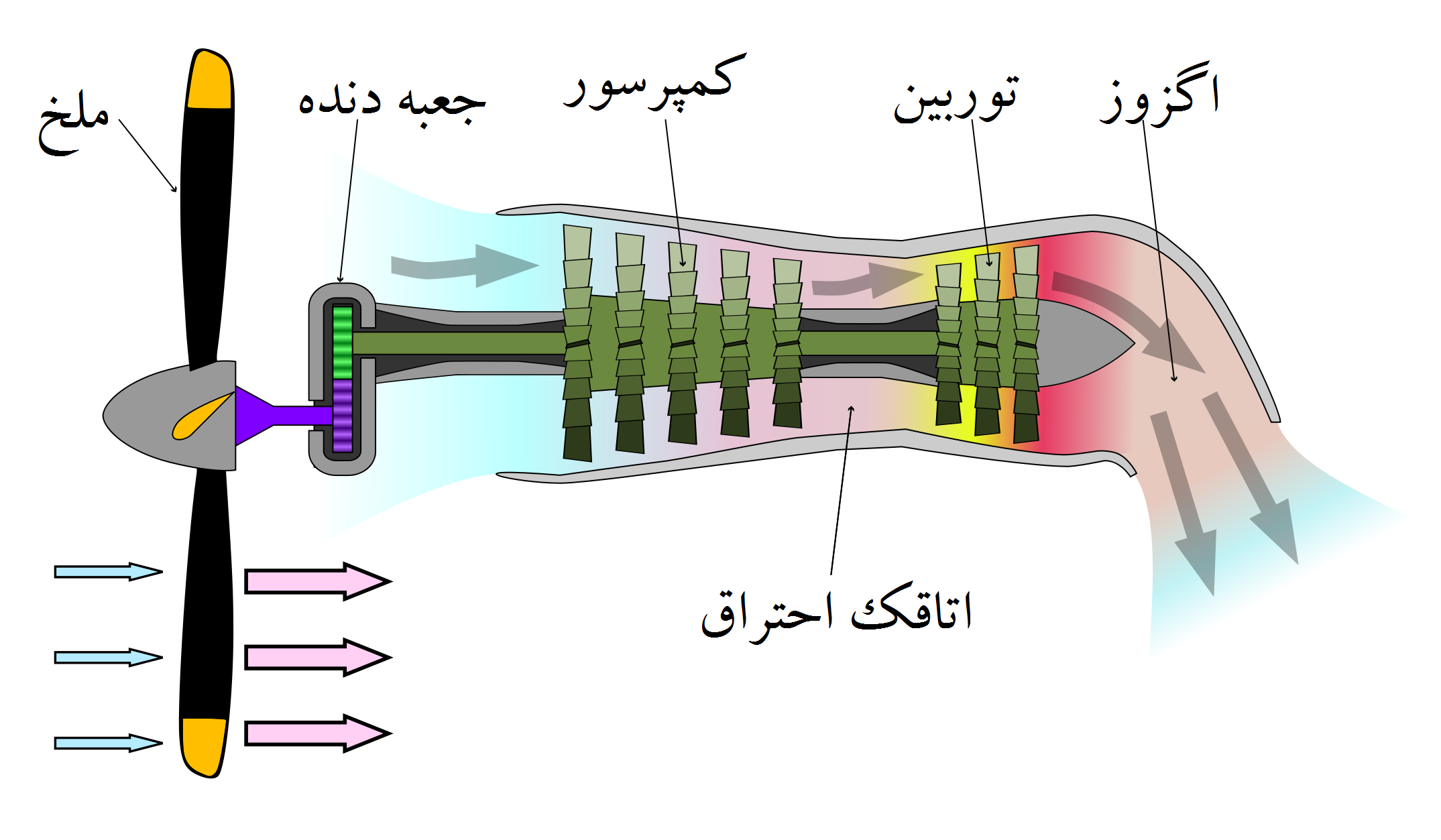
طرح ساده موتور توربوپراپ

موتورهای توربو پراپ، در حقیقت از نیروی ملخ برای تولید تراست استفاده می‌کنند و تنها وجه جت بودن آنها، تولید نیروی لازم برای این چرخش توسط موتور جت است. طرز کار موتورهای توربوپراپ عیناً مانند موتورهای جت توربینی دیگر است و تنها وجه تمایز آن‌ها این است که نیروی تولید توسط توربین بیشتر صرف چرخاندن ملخ می‌شود تا کمپرسور، به همین دلیل برای تولید نیروی بیشتر، تغییراتی هم در توربین موتورهای توربوپراپ داده می‌شود. در این موتورها حدود ۹۰ درصد از تراست توسط ملخ فراهم می‌شود. این موتور مزیتی دارد و آن این است که نسبت به موتورهای جت سبک‌تر وکم مصرف است. هواپیماهایی که با این نوع موتور ساخته می‌شود برای ارگان‌های است که نیاز به هواپیماهای کوچک سبک و مقاوم را دارند و این موتور برای هواپیماهای کمک‌رسانی پشت خط جنگ بسیار مناسب است.

### موتورهای توربوفن Turbo Fan

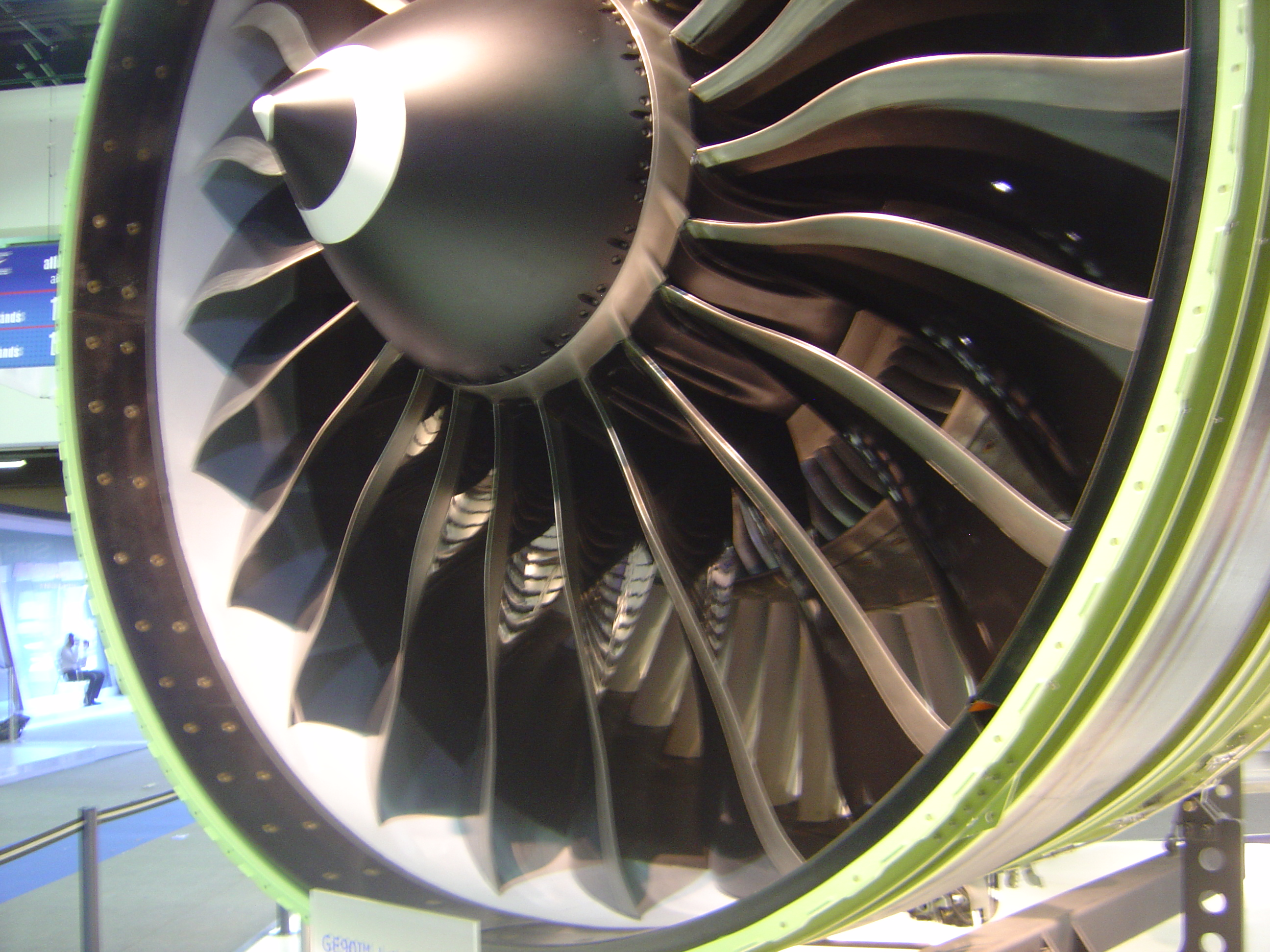
موتور توربوفن GE۹۰ محصول شرکت جنرال الکتریک امریکا

موتورهای توربوفن در حقیقت چیزی میان موتورهای توربوجت و توربو پراپ هستند. بازده موتورهای توربوفن بسیار زیاد است، و به همین علت هم در بسیاری از هواپیماهای مسافربری و ترابری در سرعت‌های ساب سونیک Sub Sonic از آن‌ها استفاده می‌شود. در موتورهای توربوفن، ابتدا هوا کمپرس شده سپس وارد اتاقک احتراق می‌شود و بعد از احتراق از طریق شیپوره یا نازل خروجی خارج شده و در طی این فرایند، نیروی تراست لازم را جهت رانش هواپیما به جلو تأمین می‌نماید. البته در موتورهای توربوفن، مقادیر دیگری از هوا از طریق کنارگذر نیز عبور داده می‌شود که در نهایت به گازهای خروجی داغ پیوسته و نیروی تراست را افزایش می‌دهد. تفاوت موتورهای توربوفن با توربوپراپ در این است که موتورهای توربوپراپ، فن یا ملخ ایجادکننده تراستشان در خارج از پوسته موتور قرار گرفته اما در موتورهای توربوفن، ملخ یا فن تولیدکننده تراست کاملاً در درون پوسته موتور قرار گرفته‌است.
فن عبارت است از یک پروانه یا پنکه بزرگ که در اثر چرخش، جریان هوای زیادی را ایجاد می‌کند. با اتصال یک فن به یک موتورجت، موتور توربوفن حاصل می‌شود. فن، یک جت سرد ایجاد می‌کند، بنابراین در موتورهای توربوفن دو جت وجود دارد که یکی جت گرم که از انتهای موتور خارج می‌شود و دیگری جت سرد که از داخل پوشش و مجرایی که فن را احاطه کرده‌است خارج می‌شود.
اولین بار در سال ۱۹۳۶ فرانک ویذل طرح موتور توربوفن را به ثبت رسانید و اولین هواپیما با موتور توربوفن، یک هواپیمای مسافربری با نام وی. سی-۱۰ بود که در سال ۱۹۵۹ پرواز کرد.

### موتورهای پالس جت Pulse Jet

طرز کار موتور پالس جت. ۱- هوا وارد موتور می‌شود. ۲- هوا با سوخت مخلوط می‌شود. ۳- دریچه بسته می‌شود. ۴- مخلوط سوخت و هوا که آتش گرفته‌اند از اگزوز خارج شده و موشک را به جلو می‌رانند.

موتورهای پالس جت دارای توربین، کمپرسور، یا شفت نمی‌باشند و تنها قطعه متحرک البته در نوع دریچه دار، دریچه آن می‌باشد. در این گونه موتورها، ابتدا توده بزرگی از احتراق در داخل موتور صورت می‌پذیرد که سبب بسته ماندن دریچه می‌شود. چون تنها راه فرار هوا از موتور قسمت انتهای آن می‌باشد هوا به طرف آنجا هجوم می‌آورد. در نتیجه ترک هوا، خلأ یا حالت مکشی به وجود آمده که باعث بازشدن دریچه و ورود هوای تازه می‌شود. در این حالت، مقداری هوای محترق شده از خروج بازمانده و صرف تراکم و احتراق گاز تازه‌وارد می‌گردد و سیکل به همین ترتیب ادامه پیدا می‌کند. البته این نوع از موتور جت کاربرد زیادی ندارند اما در بعضی از هلیکوپترها جهت افزایش سرعت خطی آن‌ها استفاده می‌گردد.

### موتورهای رم جت Ram Jet

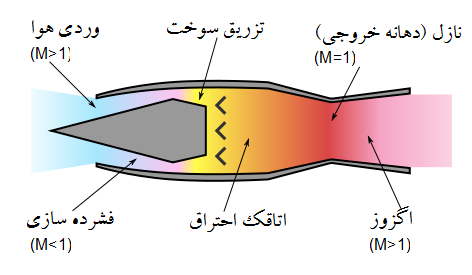
طرح ساده موتور رم جت. حرف M عدد ماخ را نشان می‌دهد.

موتورهای رم جت، هیچ قطعهٔ متحرکی ندارند و در نگاه اول، مانند یک لوله توخالی به نظر می‌رسند که بیشتر در سرعت‌های مافوق صوت به کار می‌روند. موتورهای رم جت نیز مانند پالس جت، دارای توربین، کمپرسور یا … نمی‌باشند استفاده از آن‌ها به عنوان موتور دوم معمول است که بیشتر در موشک‌ها به کار می‌روند. در این گونه موتورها، برای روشن شدن موتور ابتدا باید سرعت هوا به مقدار لازم برسد در صورت رخداد چنین حالتی، موتور جت به‌طور خودکار خود را روشن می‌کند. در موتور رم جت، هوا با سرعت زیاد وارد موتور شده و به علت سرعت بیش از حد، در قسمت دیفیوزر به خوبی کمپرس و متراکم شده و دما و فشار آن بسیار بالا می‌رود. در این حالت مخلوط هوا و سوخت محترق گشته و با خروج از موتور، نیروی تراست بسیار زیادی را آزاد می‌کنند. این موتورها قدرت بسیار زیادی را دارا می‌باشند اما برای شروع پرواز و برخاست مناسب نمی‌باشند.
به این دلیل که این نوع موتورها در ابتدا سرعت زیادی ایجاد می‌کنند در نسل جدید موشک‌های هوا به هوای شرکتMBDA یعنی موشک میتیور (Meteor) به جای استفاده از موتورهای موشکی از این موتورهای جت استفاده می‌کنند که هم سرعت بالایی دارند و هم قدرت مانور فوق‌العاده‌ای به موشک می‌دهند. البته این موشک از یک بوستر راکتی سوخت جامد نیز استفاده می‌کند تا موشک را به سرعت مناسب برای شروع به کار موتور رمجت برساند.

### موتورهای توربو رم جت Turbo Ram Jet
این موتور، موتور بسیار جالبی‌ست. به‌طوری‌که از دو جزء ساخته می‌شود:۱-موتور رم جت ۲- توربوفن
در این نوع موتورها ابتدا برای شروع پرواز خلبان موتور توربوفن را روشن می‌کند تا انرژی لازم برای برخاست به وجود آید. سپس بعد از این که موتور وهواپیما به سرعت ۱ ماخ یا نزدیک به آن رسید خود به خود موتور توربوفن خاموش شده و دریچهٔ آن بسته می‌شود. سپس باد موجود وارد همان موتور گشته ولی به جای ورود به داخل توربو فن، از کنار آن عبور و به داخل موتور رم جت می‌رود و همان حال است که با فشار موجود در هوا، موتور روشن شده و در عرض ۱۵ ثانیه هواپیما از یک ماخ به ۳/۵ الی ۷ ماخ می‌رسد. گفتنی است که این موتور فقط در ۲ هواپیما ساخته شده‌است. 1-SR-۷۱

### موتورهای اسکرم جت Scram Jet

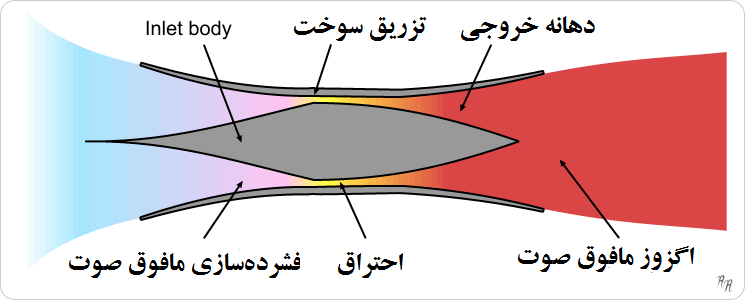
طرح ساده موتور اسکرم جت

نام این موتورها از واژه (supersonic combustion ramjet) گرفته شده که به معنای احتراق در سرعت مافوق صوت است. این گونه موتورها در سرعت‌های هایپر سونیک Hyper Sonic به کار می‌روند و طرز کار آن‌ها بسیار مشابه موتورهای رم جت با تغییراتی می‌باشد. این نکته قابل توجه است که مشتعل ساختن مولکول‌های هوا در حالی که هوا با سرعت بالای ۴ ماخ وارد موتور می‌گردد، مانند روشن کردن کبریت در گردباداست! اولین هواپیمای دارای موتور اسکرم جت، هواپیمای X-43 است که سرعت آن بالای ۷ ماخ می‌باشد.
موتورهای shcram jet
نوع توسعه یافتهٔ موتورهای اسکرمجت است که دارای حالت خاصی از پس سوز در نازل خروجی است و احتراق در ان قسمت هایپر سونیک است.

### موتورهای توربوشفت Turbo Shaft

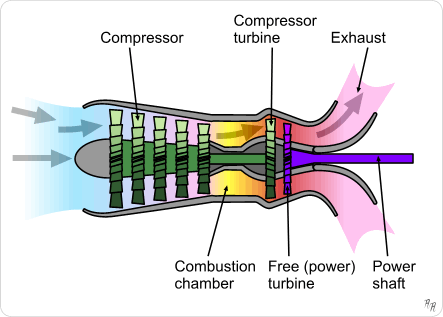
اجزای موتور توربو شفت

این نوع از موتور توربینی هم در صنعت هوایی و هم در زمینه نیروگاهی و تولید انرژی کاربرد دارند. کاربرد هوایی این موتورها استفاده در بالگرد هاست. اجزای این موتورها با سایر موتورهای توربینی تفاوتی ندارد اما در مکانیسم آن‌ها تراست ایجاد نمی‌گردد بلکه توربو شفت‌ها برای ما ایجاد گشتاور و Torque می‌نمایند که منجر به چرخاندن ملخ بالگرد می‌گردد.

### اجزای موتورهای جت توربینی

#### کمپرسور
کمپرسورها وظیفه متراکم کردن هوای ورودی را بر عهده دارند. کمپرسورها بر دو نوع هستند: ۱- کمپرسورهای محوری (اکسیال) ۲- کمپرسورهای شعاعی یا گریز از مرکز(سنتریفیوگال). کمپرسورهای محوری که در اکثر موتورهای جت امروزی استفاده می‌شود، از چند ردیف فن یا پنکه به تعداد مشخص (دو یا بیشتر) تشکیل شده‌است و همچنین توسط همین تیغه‌ها یا پره‌ها، به سیال جهت حرکت داده شده و با کاهش زاویه پره‌ها، به فشار سیال یا هوا افزوده و از سرعتش کم شده و در نتیجه متراکم می‌گردد. اما در کمپرسورهای شعاعی یا گریز از مرکز، که بیشتر در موتورهای گازی ساده یا قدیمی کاربرد داشته‌است، در اصل هوا به یک مانع برخورد کرده و سپس توسط پره‌های آن به قسمت دیفیوزر یا کاهنده سرعت منحرف می‌شود که این فرایند با ازدیاد فشار همراه است، در نتیجه هوا متراکم می‌گردد.

#### سیستم احتراق
سیستم احتراق، شامل سوخت پاش یا FUEL NOZZLE، جرقه زن یا IGNITERو اتاقک و لوله احتراق یا COMBUSTION CHAMBER می‌باشد. فرایند احتراق در درون لوله‌های احتراق صورت می‌پذیرد که این عمل با وارد شدن هوا به اتاقک و مخلوط شدن آن با سوخت سپس احتراق آن به وسیله شمع جرقه زن انجام می‌شود. محفظه‌های احتراق در موتورهای توربینی انواع گوناگونی دارند که هر کدام محاسن و معایب خود را دارند. از انواع آن‌ها می‌توان CAN TYPE ,ANNULAR TYPE و ترکیبی از این دو را نام برد.

#### سیستم توربین
در اینجا، ابتدا گازهای پرحرارت ناشی از احتراق به پره‌های توربین برخورد کرده و نیروی لازم جهت گرداندن کمپرسور و مکش هوا برای سیکل بعدی تولید می‌شود که این نیرو به وسیله میله (شفت) ی به کمپرسور انتقال داده شده و باعث حرکت آن می‌شود. استاتور توربین که به آن NOZZLE GUIDE VANE نیز می‌گویند و برای تنظیم جهت حرکت سیال (هوا) برای ادامه حرکت به کار می‌رود. توربین‌ها نیز به دو دسته محوری و شعاعی تقسیم می‌شوند که نوع محوری پر کاربرد است. چون دمای کارکرد توربین بسیار بالا می‌باشد، در ساخت آن از آلیاژهای مخصوصی استفاده می‌شود.

#### سیستم خروج گازهای داغ
این سیستم، در حقیقت تولید تراست واقعی را برای رانش هواپیما به جلو می‌کند ایجاد می‌کند. در مدل‌های متحرک، زاویه پره‌های شیپوره انتهایی موتور برای میزان کردن فشار قابل تنظیم است. گفتنی است سیستم پس سوز یا After Burner بعد از این بخش نصب می‌شود. به این قسمت، نازل Nozzle هم گفته می‌شود.

## نمونه‌ای از جدیدترین موتور جت ناسا
سازمان فضایی ناسا از طرح مفهومی نسل آیندهٔ جت‌های مسافربری با قابلیت پرواز فضایی زیر مداری رونمایی کرد. این جت فضایی از توانایی حمل صدها مسافر بر روی صندلی‌های پیشرفته و سرعتی معادل سه برابر سرعت صوت برخوردار است.
برای این جت فضایی، موتوری از نوع رم جت چرخشی با قابلیت مکش هوا و تبدیل به راکت طراحی شده‌است. موتورهای رم جت این هواپیما پس از رسیدن به سرعت سه ماخ به راکت تبدیل می‌شوند و با تزریق اکسیژن مایع به محفظهٔ خروج هوا، رانش مورد نیاز برای پرواز تا مدار زمین را تأمین می‌کنند.